# Cantó de Castellnou d'Arri-Nord

Cantó de Castellnou d'Arri-Nord

El cantó de Castellnou d'Arri-Nord és un cantó francès del departament de l'Aude, a la regió d'Occitània. Està inclòs al districte de Carcassona, té 21 municipis i el cap cantonal és Castellnou d'Arri.

## Municipi
- Airós
- Les Brunèls
- Carlipa
- Les Casses
- Castellnou d'Arri
- Cena Monestièrs
- Issèl
- La Beceda
- Montmaur
- Peirens
- La Pomareda
- Puginièr
- Sant Pàpol
- Sant Paulet
- Solhanèls
- Solha
- Sopèrs
- Trevila
- Verdun de Lauragués
- Vilamanha
- Vilaspin